# Mauricio en los Juegos Paralímpicos de Atlanta 1996
Mauricio estuvo representado en los Juegos Paralímpicos de Atlanta 1996 por dos deportistas masculinos. El equipo paralímpico mauriciano no obtuvo ninguna medalla en estos Juegos.